# 博多駅前道路陥没事故

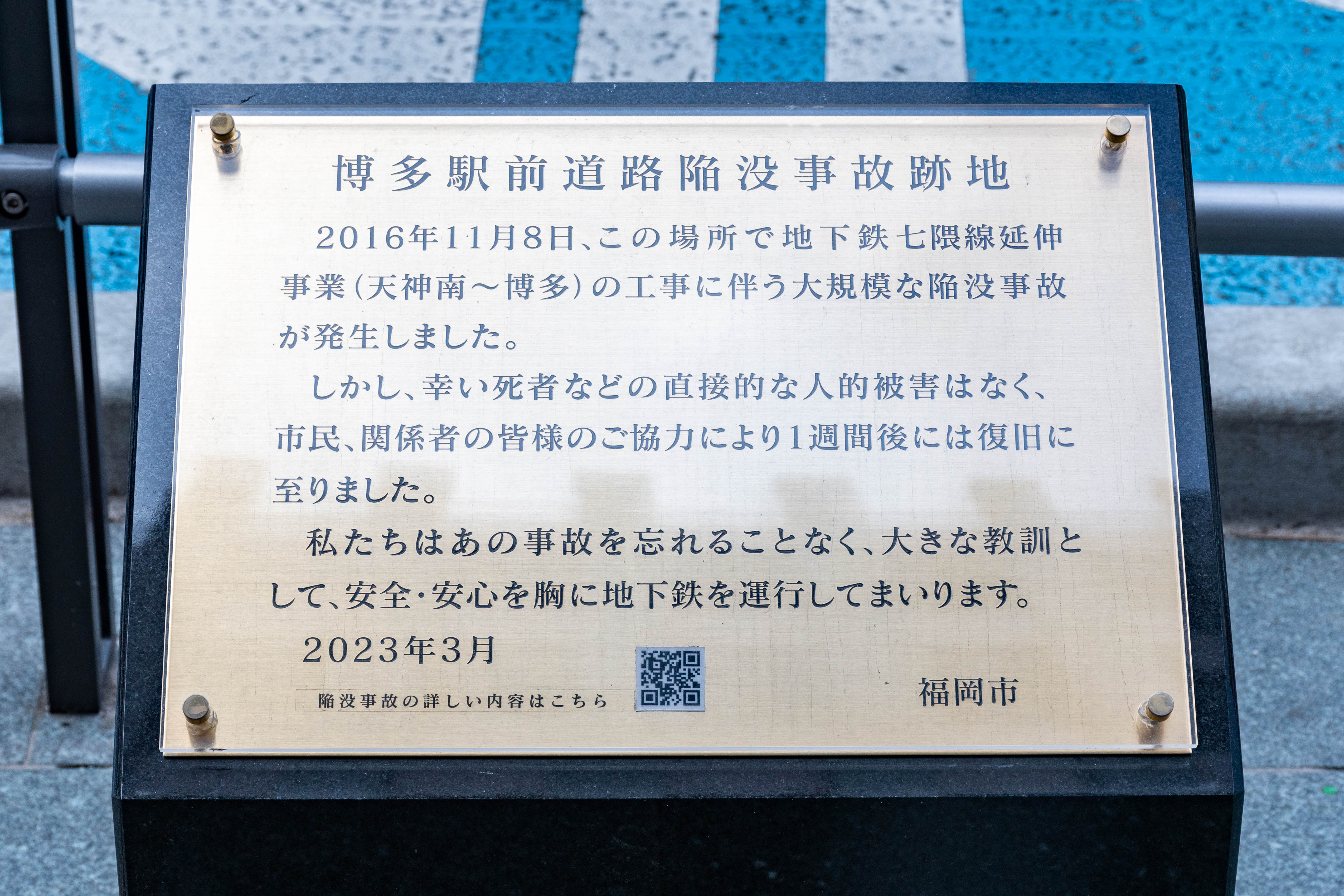
2023年3月に設置された事故発生地の記念碑

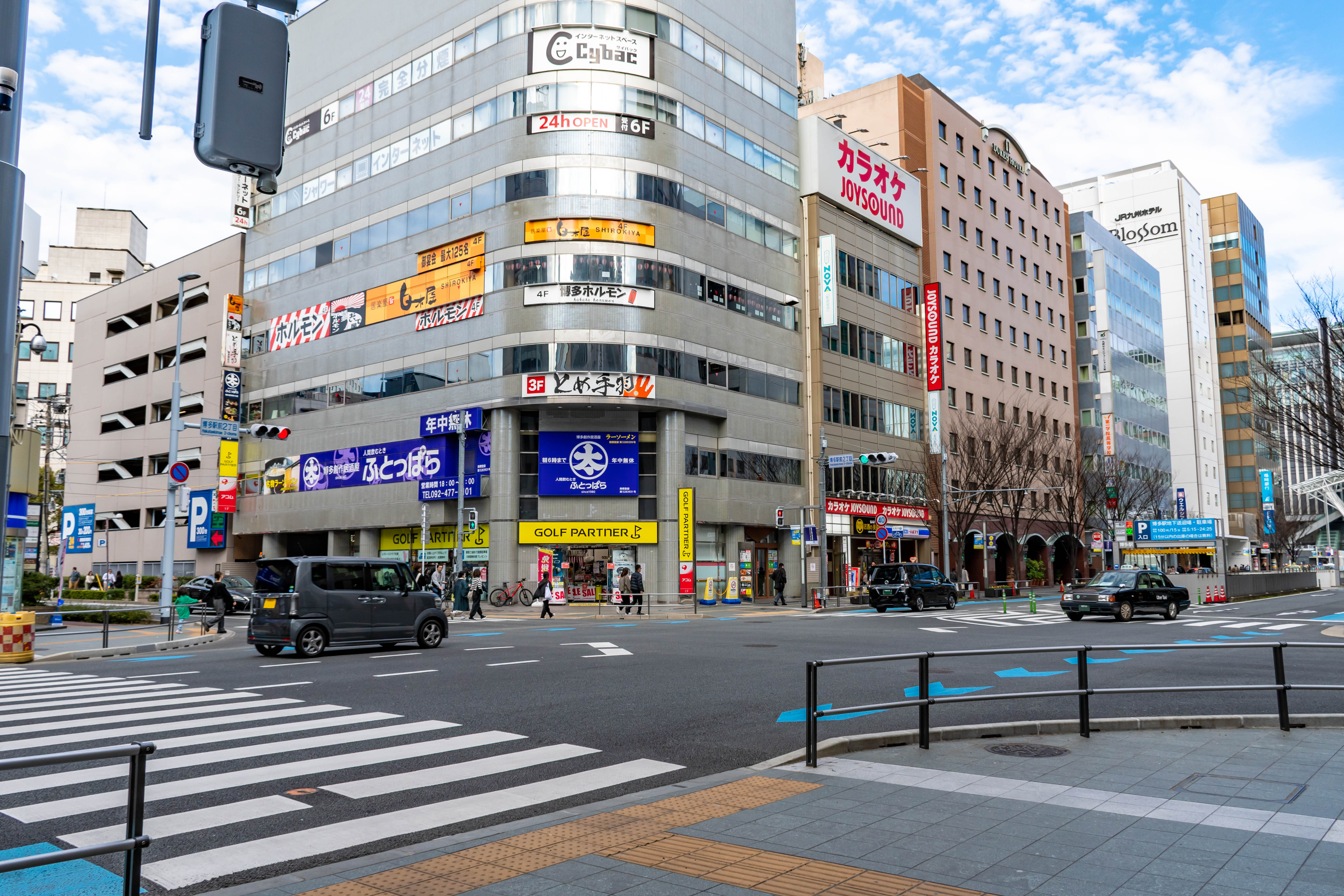
事故発生地点（2024年撮影）

博多駅前道路陥没事故（はかたえきまえどうろかんぼつじこ）は、2016年（平成28年）11月8日に福岡県福岡市博多区の博多駅前2丁目交差点付近で発生した陥没事故である。
当時、福岡市地下鉄七隈線の延伸工事が行われており、当該工事が道路陥没の原因となったと推定されている。七隈線延伸工事中の陥没事故はこれで3回目だった。

## 経緯
4時25分ごろ、博多駅の博多口駅前広場正面から西に延びる「はかた駅前通り」の「博多駅前2丁目」交差点付近直下（福岡県福岡市博多区博多駅前2丁目5番、同3丁目26番。博多駅の駅前（博多口駅前広場西端）から西に200メートル程の地点）で、延伸工事中だった福岡市地下鉄七隈線（区間としては櫛田神社前駅 - 博多駅間）のトンネル工事に携わる作業員が、「肌落ち」という地盤崩落の兆候に気づいた。その後、午前4時50分ごろには坑内で異常出水が確認され、坑内で作業中の全作業員が退避。同時に警察に通報し、周囲の道路をすぐに封鎖した。この迅速な対応で、崩落に通行人や車が巻き込まれることはなく、崩落事故の直接の死傷者は皆無であった。
封鎖が完了した約5分後の5時15分頃、地上道路に亀裂が発生し、5時20分ごろには道路北側、同30分には南側に大きな穴があいた。その後両方の穴は拡大し、7時20分には縦横約30メートル、深さ約15メートルの一つの巨大な穴となった。道路直下に埋設されていた水道・ガス・上下水・電気・通信の各管も大規模な損傷を受け、現場を中心に約800戸の施設が停電するなどのライフラインの遮断が相次いだ。陥没だけでなくライフラインの寸断で、周辺の多数の営業施設などがしばらくの間、閉店を余儀なくされた。

## 復旧作業
8日6時ごろには消防隊が到着し、現場本部を設置。6時30分ごろには福岡市交通局を中心とする事故対策本部が設置され、各種ライフラインの管轄事業者との連携が開始された。同時に工事施工者である大成建設を中心とした工事共同事業体 (JV) と福岡市交通局との間で復旧作業の計画が開始され、埋戻し材の検討がなされた。
博多駅周辺は九州の心臓とも言えるビジネス集積地であり、経済活動や市民生活を保つために、一刻も早くライフラインを元の状態に戻す必要があった。そのため、対策本部が出した案は、最初の2日で穴の7割まで埋戻し、次の3日でライフラインの修復、その次の2日で残りの埋戻しと地上道路舗装や施設の設置を行うという、トータル1週間の復旧計画であった。
一方、電力網と通信網に関しては、埋戻しによる復旧を待たず、別の方法での早急な復旧が模索された。これは、陥没事故によって博多駅周辺のビジネスインフラが影響を受けていたことが大きな理由と言える。とりわけ通信網に関しては、博多駅周辺にあるふくおかフィナンシャルグループ（ふくおかFG）のコンピュータセンターと、同FGが勘定系システムを共同利用している広島銀行のコンピュータセンター（広島市）との通信が遮断され、勘定系システムの機能が利用できなくなったことに伴い、ふくおかFGに属する福岡銀行、親和銀行（長崎県佐世保市）、熊本銀行の3行の営業店向けシステムに障害が発生し、九州を中心とする全ての店舗で入出金や振り込み、口座開設などの窓口業務が停止、大きな影響が出ていた。復旧を担っていた九州通信ネットワークは、当初、陥没で損傷した通信網を周辺の他の通信ケーブルにバイパスさせて復旧しようと試みていたが、陥没箇所を中心に周辺のケーブルも土砂の重みで引き込まれ、かなりの損傷を受けていたため、その方法を断念。代わりに、設置申請手続き含めて建てるまでに通常3週間かかる電柱を、関係各所と調整することで事故当日中に設置し、8日夜にはシステムを復旧させた。また九州電力は約800戸に及んでいた停電を9日9時すぎまでに完全復旧させた。
ライフラインの管轄事業者が、埋設されているそれぞれのインフラの復旧作業にかかるためには、インフラの坑道の直下までの埋戻し（穴全体の7割）が急務であり、まずはその作業にかかった。陥没した穴には上下水から流れ込んだ水や地下水が溜まっていた。埋戻し作業のことを考えると、水を抜いて作業にかかりたいところであったが、この溜まっている水が周囲の地盤を水圧で支えており、水を抜くとまわりの地盤が崩れ、周囲のビルが倒壊する危険性もあった。ゆえに通常の埋戻しに用いる土やコンクリートを用いることが困難であったため、水の中でも短時間で固まる特殊な土砂である「流動化処理土」を用いることが提案された。
8日9時30分ごろ、筑紫野市で流動化処理土の生産プラントを持つ企業「環境施設」に工事共同事業体の担当者から連絡があり、流動化処理土の生産および運搬依頼が来た。陥没穴をまず7割まで埋めるのに必要な流動化処理土はおよそ4000 m3、25 mプール約11杯分もの膨大な量であり、しかも硬化が早く、作り置きができない種類の土であるため、生産後すぐにミキサー車で現場まで運んで施工する必要があった。このため、環境施設ではこの依頼を受注後、他からの新規受注を停止、プラントをフル稼働させて、流動化処理土を生産した。同時に近隣のミキサー車をかき集め、ピストン輸送に対応できるようにした。
8日14時30分ごろ、流動化処理土を用いた埋戻し作業が開始された。夜通し行った作業で、ミキサー車のピストン輸送の回数は合計約1000回を超えた。8日21時に国土交通省から福岡市交通局に警告書が交付された。佐々木良国土交通省九州運輸局長からは「再発防止、原因究明をしてほしい」との要請がなされ、その後23時からは国土交通省の検査員による調査が行われた。このような迅速な対応・作業のおかげで、ライフライン坑道直下までの埋戻しは計画通り翌日に終わり、10日からはライフラインの復旧と近隣ビル基礎への充填作業が始まり、計画通り13日に終了。その後の地上施設の設置と仮設構造物としての検査、舗装作業も順調に進んだ。
11月15日5時、工事が完了し、陥没現場周辺道路の通行止めと周辺ビル3棟の避難勧告が解除された。復旧作業には企業111社が協力し、計712名が従事した。

## 原因
崩落の原因について、2017年3月にまとめられた有識者委員会の報告書では、工事の地盤調査の誤りと、地盤のもろさが指摘されている。
崩落が起きた経緯としては、岩盤層を掘り進めていたトンネル上部の地盤が割れ、地面と岩盤層の間にあった地下水や土砂が坑内に流れ込んだことが原因で、上部地盤が崩落したというものである。
報告書では、地盤工学の専門家12人の議論の下で、「トンネル上部の岩盤層の厚さが、想定より薄くなっている箇所があった」「岩盤層の内部に小さな断層や多くの亀裂があったことにより、地下水の水圧に岩盤が耐えられなかった」ことが大きな原因としている。

## その後
2016年11月26日0時30分ごろ、埋め戻しを行った路面の沈下が確認された。現場は安全確認などのため1時45分から、約4時間にわたって一時通行止めになった。陥没は最大で深さ7 cmに達した。ボーリング調査とデータ分析の結果、埋め戻した土を支える砂の層が当初の想定よりも柔らかかったことがわかった。
2017年12月末から2018年末にかけて市は、水抜きや掘削により再び陥没が起きないよう、セメント系固化剤で地中に固い人工岩盤を造る地盤改良工事を実施した。

## 類似事故
- 2014年（平成26年）10月27日17時ごろ、この事故の発生地の約400メートル[11]西の「博多警察署入口」交差点西側の「はかた駅前通り」でも陥没事故が発生していた。道路が長さ約5メートル、幅約4メートル、深さ約4メートルにわたり陥没し、けが人はいなかった。七隈線延伸工事に関連する雨水幹線移設工事用のたて坑の中に土砂が流入していたことが原因とみられた[12]。